# Michael John Fischer
Michael John Fischer (1942) é um cientista da computação estadunidense. Trabalha nas áreas de sistema de processamento distribuído, computação paralela, criptografia, complexidade computacional e algoritmos e estrutura de dados.

## Publicações
- Galler, Bernard A.; Fischer, Michael J. (1964). «An improved equivalence algorithm». Communications of the ACM. 7 (5): 301–303. doi:10.1145/364099.364331.[1]
- Wagner, Robert A.; Fischer, Michael J. (1974). «The string-to-string correction problem». Journal of the ACM. 21 (1): 168–173. doi:10.1145/321796.321811.[2]
- Ladner, Richard E.; Fischer, Michael J. (1980). «Parallel prefix computation». Journal of the ACM. 27 (4): 831–838. doi:10.1145/322217.322232.[1][3]
- Fischer, Michael J.; Lynch, Nancy A.; Paterson, Michael S. (1985). «Impossibility of distributed consensus with one faulty process». Journal of the ACM. 32 (2): 374–382. doi:10.1145/3149.214121.[4][5]
- Cohen, Josh D.; Fischer, Michael J. (1985). «Proc. Symposium on Foundations of Computer Science (FOCS)»: 372–382. doi:10.1109/SFCS.1985.2 |contribuição= ignorado (ajuda).[6]
- Fischer, M. J.; Micali, S.; Rackoff, C. (1996). «A secure protocol for the oblivious transfer (extended abstract)». Journal of Cryptology. 9 (3): 191–195. doi:10.1007/BF00208002.[6]